# Zaglyptomorpha bella
Zaglyptomorpha bella là một loài tò vò trong họ Ichneumonidae.